# سیمون آدو
سیمون آدو (انگلیسی: Simon Addo؛ زادهٔ ۱۱ دسامبر ۱۹۷۴) بازیکن فوتبال اهل غنا بود.
از باشگاه‌هایی که در آن بازی کرده‌است می‌توان به اشاره کرد.
وی همچنین در تیم ملی فوتبال غنا بازی کرده‌است.
وی در مسابقات کشوری و بین‌المللی در مجموع برندهٔ ۱ مدال برنز شده‌است.